# Matrimonio sedente de Orippo
Matrimonio sedente de Orippo es una escultura perteneciente a la Bética romana, que representa a una pareja sentada y cogida de la mano. Esta escultura fue hallada en los terrenos próximos a la Torre de los Herberos donde se asentaba la antigua ciudad de Orippo, actualmente el municipio de Dos Hermanas, perteneciente a la provincia de Sevilla, en Andalucía (España).
El grupo escultórico fue descubierto por Juan Lafita y Díaz en 1928, quien lo trasladó inicialmente al caserío de Tixe, residencia de los marqueses de Esquivel. En 1944, la marquesa lo donó al Museo Arqueológico de Sevilla, entonces recientemente reacondicionado. Desde entonces, es una de las piezas más importantes de la colección permanente del museo.
La escultura representa una pareja sentada, cuyas manos expresan una actitud de afectuosa cercanía. No se han conservado las cabezas de las figuras. Se estima que la escultura formó parte de una tumba importante dentro de un complejo funerario mayor.
Los laterales y la parte posterior de la escultura están escasamente trabajados, lo que sugiere que fue creada para ser vista de frente. El resto del grupo escultórico fue realizado mediante cincelado poco profundo, del cual se aprecian las marcas, y luego cubierto de una capa de estuco a fin de perfeccionar las irregularidades. Sobre esta capa, la superficie fue decorada con pintura de almagre, aún visible en algunos puntos. 

El grupo, de 1.14 m de alto y 90 cm de ancho, se diferencia de otras esculturas del período en la presentación de una mujer y un hombre, algo no habitual en la estatuaria de la época.